# 岔气
岔气（side stitch）又称“运动岔气”、“运动急性胸肋痛”、“肋部刺痛”，学术名称为运动相关短暂性腹痛（exercise-related transient abdominal pain，ETAP），按定义是运动时肋廓下缘强烈腹部刺痛，好发于跑者、泳者，但也见于团队运动竞赛者。
岔气多发生在腹部右上象限（RUQ）或右下肋部，在运动停止后会自然消失。腹部按摩、缓慢深呼吸或腹式呼吸能加速其缓解。

## 原因
岔气目前没有统一的解释。可能的原因有下列几个：
- 剧烈活动中，身体需氧增加，导致肋间的呼吸肌紧张产生痉挛。
- 在跑步、跳绳等运动中，躯干的振动引起肝、胃等主要内脏上下震动，牵连横膈膜。特别是振动频率和呼吸导致的横膈膜自然振动频率成简单比例（例如跑）的时候，会产生共振现象，更加大了对横膈膜牵连幅度。
- 胸椎受力不平衡。
- 壁腹膜受刺激。

## 避免办法
- 充分进行热身活动。
- 缓慢深呼吸，以松弛呼吸肌。
- 锻炼加强横膈膜及腹部肌肉。
- 激烈运动前避免大量饮食。
- 避免呼吸与身体运动成1：2频率比。